# Rosaura Revueltas
Rosaura Revueltas Sánchez (Municipio de Lerdo, Durango, 6 de agosto de 1910- Cuernavaca, Morelos, 30 de abril de 1996) fue una actriz mexicana. Es recordada por interpretar a la madre superiora en Muchachas de uniforme (1951), y a Esperanza Quintero en Salt of the Earth (1954).

## Biografía y carrera
Fueron sus padres José Revueltas Gutiérrez y Romana Sánchez Arias. La familia se mantenía gracias a un comercio de abarrotes y semillas propiedad del padre. Tenía 11 hermanos y hermanas, 2 de los cuales murieron de niños. Destacaron sus hermanos Silvestre, José y Fermín, músico, escritor y pintor, respectivamente; Emilia fue una gran pianista que dejó la música por su matrimonio con Julio Castellanos, y Consuelo, pintora naive que comenzó a pintar a los 60 años y llegó a exponer en el Palacio de Bellas Artes.
La familia se mudó a la Ciudad de México en 1921. Rosaura y varios de sus hermanos asistieron al Colegio Humboldt, considerado el mejor de la época, donde aprendió alemán e inglés. Después de casarse con el ciudadano alemán Frederick Bodenstedt y tener un hijo, Arturo, Rosaura incursionó en la danza, y pasó a integrar luego una compañía de danza folclórica. Luego incursionó en la actuación y comenzó a participar en pequeños papeles en cine.
En danza debutó públicamente en Carmen, en Bellas Artes (1945), y participó luego en la compañía de Arte Folklórico Baile Español de María Antinea (1945), en La doma de la fiera, dirigido por Seki Sano y con coreografía de Waldeen Falkenstein, y en Tres estampas de vida (1949), en Preludio y fuga, con coreografía de Waldeen Falkenstein (1952); en 1954 formó un grupo que se presentó en la celebración del 1.º de Mayo en Moscú en 1954, donde la reconocieron como la protagonista de La sal de la tierra. En 1958, tras negativas de participar en cine, debutó como segunda tiple en el Teatro Iris.
En 1949 obtuvo su primer rol cinematográfico en Pancho Villa vuelve. Le siguieron Un día de vida, por el que ganó un Premio Cuauhtémoc, y en Islas Marías, con Pedro Infante (1950); Muchachas de uniforme (1951), El rebozo de Soledad, por el que ganó un Premio Ariel; Cuarto cerrado, La antorcha y Sombrero (1952). En Alemania filmó para la televisión una serie llamada Sonrisas de México.
En 1949 su primera obra de teatro fue La desconocida de Arrás, dirigida por Charles Rooner (1946), luego actuó en El cuadrante de la soledad (1950) (escrita por su hermano José, dirigida por Ignacio Retes y con escenografía de Diego Rivera), y Un alfiler en los ojos (Seki Sano, 1952). En Alemania actuó en La hija adoptiva (1956), en El círculo de tiza caucasiano, de Bertolt Brecht, y en Sandhog, en Dresde (1957). De vuelta a México, participó en El seminarista de los ojos negros (1958). Finalmente en su paso por Cuba protagonizó nuevamente El círculo de tiza caucasiano, en 1961.
En 1954, aceptó el rol de Esperanza Quintero en el filme estadounidense Salt of the Earth (La sal de la tierra), del director Herbert J. Biberman. Se encontraba Estados Unidos en plena Guerra Fría, en una campaña política conocida como mccarthismo, y Howard Hughes denunció al director y a gran parte del elenco como comunistas. Así fue como Rosaura pasó a formar parte de la lista negra de Hollywood, al igual que el filme. Fue encarcelada y deportada con el fin de detener la filmación, pero finalmente ésta se logró terminar y la película dio la vuelta al mundo. En 1956, en la Académie du Cinéma (premios Étoile de cristal) de París y en el Festival Internacional de Cine de Karlovy Vary, en Checoslovaquia (ahora República Checa), le otorgaron un Premio a la Mejor Actriz, por su desempeño en la película.
En una presentación del filme en la República Democrática Alemana en 1957, fue invitada a integrarse a la compañía Berliner Ensemble, de Bertolt Brecht, hasta 1958. Ha sido la única mexicana que ha trabajado en esta compañía teatral tan prestigiosa. En 1960 fue invitada a Cuba a dar clases de actuación y a participar en obras de Brecht. Cuando ocurrió la invasión de Playa Girón, Rosaura participó activamente.
Los intentos por regresar al cine en México fueron vanos, pues estaba vetada por la industria cinematográfica debido a su participación previa en La sal de la tierra.
En 1976, volvió a participar con roles pequeños en las películas Lo mejor de Teresa (1976); Balún Canán (1976) y Mina, viento de libertad (1977).
En 1979, publicó el libro Los Revueltas: Biografía de una familia. Luego publicó una compilación de las memorias de su hermano Silvestre Revueltas, Silvestre, por él mismo. 

### Muerte
Los últimos años de su vida los dedicó a la enseñanza de la danza y el yoga. En 1995 se le diagnosticó cáncer de pulmón, y falleció el 30 de abril de 1996 en su hogar en Cuernavaca, Morelos, a los 85 años de edad. Le sobreviven solamente sus nietos.

## Legado
En 2001, fue interpretada por la actriz española Ángela Molina en la película hispanobritánica One of the Hollywood Ten, una cinta biográfica sobre el guionista y director de cine estadounidense Herbert Biberman, y sus esfuerzos por realizar la película política, Salt of the Earth (1954).

## Filmografía

### Cine
- Las Islas Marías (1951)